# 全球通史
《全球通史》（英語：A Global History: From Prehistory to the 21st Century）是加拿大美籍历史学家L·S·斯塔夫里阿诺斯的经典世界历史著作，初版发行于1970年，1998年12月推出最后一版，即第7版，是很多学校的历史教材。本书分为《1500年以前的世界》和《1500年以后的世界》两册。

## 争议
《全球通史》认为商部落原是来自西北蒙古草原处于青铜时代的游牧部落，入侵并征服北部中国尚处于新石器时代的居民后建立商朝统治，同时未提及夏朝的存在。

## 删改
- 北京大学出版社在其网站“读者留言”中承认，在中国大陆出版的英文“影印版”有涉及个别用词的删减，但未出现成章节的删改[2]。而中文版亦多有刪減。
- 北京大学出版社2006年第2版上册，第56页第一段中“中国黄河流域的文明起源于约公元前3000年”，与原版“公元前1500”有明显区别，且无任何译者注释。